# 바닥쪽뼈사이근 (발)
바닥쪽뼈사이근(plantar interossei muscles) 또는 족측골간근(足側骨間筋)은 발의 발허리뼈들 사이에 위치한 세 개의 골격근이다. 위치상 구분했을 때 발바닥의 넷째 층, 또는 뼈사이모음근칸(interosseoadductor compartment)에 존재한다.

## 구조
세 개의 바닥쪽뼈사이근은 깃근육(bipennate muscle) 형태를 한 등쪽뼈사이근과 대조적으로, 반깃근(unipennate muscle) 형태이다. 각각의 바닥쪽뼈사이근은 하나의 발허리뼈에서 기시한다. 보다 구체적으로, 바닥쪽뼈사이근은 셋째, 넷째, 다섯째 발허리뼈 안쪽 측면에서 기시한다. 이후 셋째, 넷째, 다섯째 발가락의 발허리발가락관절을 가로지르며, 각각의 바닥쪽뼈사이근은 서로 교차하지 않는다.
그 후 바닥쪽뼈사이근은 먼쪽으로 계속 주행하여 셋째, 넷째, 다섯째 몸쪽발가락뼈에 닿는다.
바닥쪽뼈사이근에 혈액을 공급하는 동맥은 가쪽발바닥동맥과 안쪽발바닥동맥, 그리고 활꼴동맥의 가지들인 등쪽발허리동맥들이다.

### 신경 분포
모든 바닥쪽뼈사이근은 가쪽발바닥신경의 지배를 받는다. 가쪽발바닥신경은 정강신경의 가지이며, 정강신경은 궁둥신경에서 갈라져 나온다.

## 기능
바닥쪽뼈사이근은 발허리발가락관절을 가로지르므로 이 발허리발가락관절에 작용하여 셋째, 넷째, 다섯째 발가락을 모으는 역할을 한다.
발가락을 모으는 작용 그 자체는 발가락에 크게 중요한 움직임은 아니나, 바닥쪽뼈사이근은 등쪽뼈사이근과 함께 수축하여 발을 굽히는 역할을 한다. 또한 두 근육은 함께 작용하여 발허리활(metatarsal arch)을 강하게 한다.

## 추가 이미지

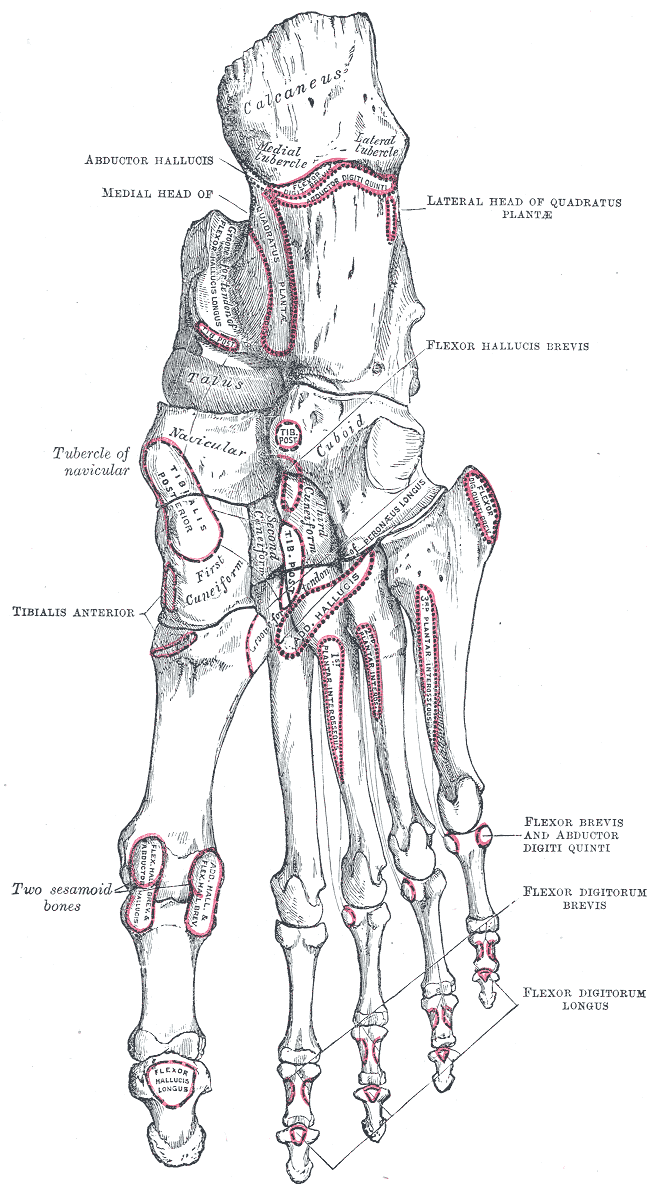
오른쪽 발바닥의 뼈
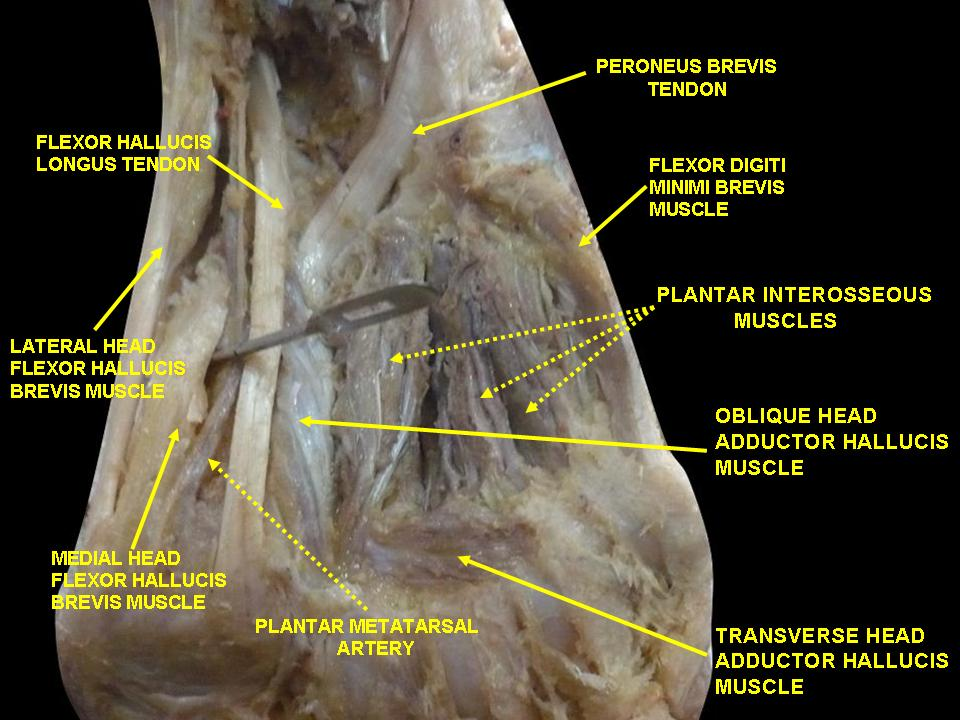
발바닥의 근육

## 같이 보기
- 뼈사이근

## 참고 문헌
이 문서는 현재 퍼블릭 도메인에 속하는 그레이 해부학 제20판(1918) page 495의 내용을 기초로 작성된 글이 포함되어 있습니다.
1. 1 2 3 4  Saladin, Kenneth (2012). 《Anatomy & Physiology: The Unity of Form and Function》. New York, NY: McGraw-Hill. 372-372, 498-499쪽. ISBN 978-0-07-131638-5.
2. ↑  O'Rahilly, Ronan. “Basic Human Anatomy”. Dartmouth. 2015년 3월 17일에 원본 문서에서 보존된 문서. 2013년 12월 12일에 확인함.